# Tonagh Island
Tonagh Island ist eine steilwandige, abgeflachte, 6 km lange und 3 km breite Insel vor der Küste des ostantarktischen Enderbylands. Sie liegt südwestlich der Mündung des Beaver-Gletschers in den südlichen Teil der Amundsenbucht.
Eine vom deutsch-australischen Geologe Peter Wolfgang Israel Crohn (1925–2015) geführte Mannschaft der Australian National Antarctic Research Expeditions sichtete sie im Oktober 1956. Das Antarctic Names Committee of Australia benannte sie nach Leslie Tonagh vom Royal Australian Army Service Corps, Fahrer eines DUKW-Amphibienfahrzeugs bei dieser Forschungsreise. 